# دايف!!
دايف!! (باليابانية: ダイブ، بالروماجي: Daibu) (بالإنجليزية:  DIVE!!)‏ هي سلسلة رواية يابانية من تأليف إيتو موري، نشرت من قبل كودانشا، في 20 أغسطس عام 2000 حتى 8 أغسطس عام 2002. أقتبست إلى سلسلة مانغا نشرت من قبل شوغاكوكان في مجلة شونن سندي الأسبوعية، أنتجت إلى أنمي تلفزيوني من قبل استوديو زيرو-جي، عرض في الأنمي في 6 يوليو عام 2017
واستمر عرضه حتى 21 سبتمبر عام 2017، وتكون من 12 حلقة.

## القصة
تدور أحداث القصة عن نادي ميزوكي للغوص، والذي كان على وشك الإغلاق بسبب مشكال مالية، قام المدرب بأقناع الشركة المالكة للنادي أن تبقيه مفتحًا، بشرط أن يرسل أعضاء النادي إلى الألعاب الأولمبية.

## الشخصيات

### الشخصيات الرئيسية
توموكي ساكاي (باليابانية: 坂井知季، بالروماجي: Sakai Tomoinku )
مؤدي الصوت: يوكي كاجي
يويتشي فوجيتاني (باليابانية: 富士谷要一، بالروماجي: Fujitani Youichi)
مؤدي الصوت: تاكاهيرو ساكوراي
شيبوكي أوكيتسو (باليابانية: 沖津飛沫، بالروماجي: Okitsu Shibuki)
مؤدي الصوت: يويتشي ناكامورا

### شخصيات أخرى
ريجي ماروياما (باليابانية: 丸山レイジ، بالروماجي: Maruyama Reiji)
مؤدي الصوت: كوكي أوتشياما
ريو أوهيرو (باليابانية: 大広陵، بالروماجي: Ouhiro Ryou)
مؤدي الصوت: ريوتا أوساكا
ساتشيا يوشيدا (باليابانية: 吉田幸也، بالروماجي: Yoshida Sachiya)
مؤدي الصوت: يوسكي كوباياشي
كايوكو أساكي (باليابانية: 麻木夏陽子، بالروماجي: Asaki Kayoko)
مؤدية الصوت: كاوري نازوكا
كيسوكي فوجيتاني (باليابانية: 富士谷敬介، بالروماجي: Fujitani Keisuke)
مؤدي الصوت: كاتسويوكي كونيشي
تشيكارا أوشيما (باليابانية: 大島 力، بالروماجي: Ooshima)
مؤدي الصوت: واتارو هاتانو
كيوتاكا ماتسونو (باليابانية: 松野清孝، بالروماجي: Matsuno Kiyotaka)
مؤدي الصوت: كينشو أونو
أتسوهيكو يامادا (باليابانية: 山田篤彦، بالروماجي: Yamada Atsuhiko)
مؤدي الصوت: توموكازو سوغيتا
توشيهيكو تسوجي (باليابانية: 辻利彦، بالروماجي: Tsuji Toshihiko)
مؤدي الصوت: شوتا آوي
جيرو هيراياما (باليابانية: 平山二郎، بالروماجي: Hiryama Jirou)
مؤدي الصوت: كينغو كاوانيشي
هيرويا ساكاي (باليابانية: 坂井弘也، بالروماجي: Sakai Hiroya)
مؤدي الصوت: ريوهيه كيمورا
ميو نومورا (باليابانية: 野村未羽، بالروماجي: Nomura Miu)
مؤدية الصوت: رينا هيداكا

## وصلات خارجية
- دايف!! على موقع Websunday